# En revisor-smølfe CD
"En revisor-smølfe-CD" er det 29. afsnit i den danske sitcomserie Klovn med Casper Christensen og Frank Hvam. Serien blander fantasi og virkelighed, da de fleste af skuespillerne spiller roller med deres egne navne. Afsnittet blev skrevet af Frank Hvam og instrueret af Mikkel Nørgaard og havde premiere på TV2 Zulu den 1. maj 2006.

## Handling
Frank og Mia er brændt varme på det samme sommerhus som Carøe og Susan, hvilket sætter parrenes venskab på en hård prøve. Frank og Casper shopper erotisk tøj i Butik Paradis og det er ikke noget Frank mener har relevans for Mias forældre, der er på besøg efter han kommer hjem. Kort tid efter holder Frank og hans venner, Casper, Gintberg, Hjortshøj og Carøe fest hjemmes hos Carøe, og da Hjorthøj bliver syg mener Frank at han bør pumpe stemningen op ved at gå ned og hente en smølfe-cd i sin bil. Det involverer uheldigvis politiet da de tilfældigvis kommer forbi og ser han har lys i bilen. De mistænker ham hermed for spritkørsel, selvom han ikke engang har startet bilen og Frank må i retten for at få afsagt sin dom. Som vidne er han i stand til at bruge Carøe, som han snakkede kort med inden han hentede CD'en, men lige inden mødet går i gang, dropper Carøe fra, da Frank bliver ringet op af ejendomsmægleren og får bekræftet at han har fået sommerhuset.

## Hovedskuespillere
- Casper Christensen som Casper
- Iben Hjejle som Iben
- Frank Hvam som Frank
- Mia Lyhne som Mia

## Gæsteoptrædener
- Kurt Dreyer som revisor-Kurt
- Michael Carøe som sig selv
- Niels Weyde som Ole, Mias far
- Jan Gintberg som sig selv
- Lars Hjortshøj som sig selv